# Collin Morikawa
Collin Morikawa (* 6. Februar 1997 in Los Angeles, Kalifornien) ist ein US-amerikanischer Profigolfer, der auf der PGA Tour spielt. Seine größten Erfolge sind Siege bei der PGA Championship (2020) und der British Open (2021).

## Karriere
Morikawa studierte Betriebswirtschaftslehre an der University of California, Berkeley und war bereits als Amateur sehr erfolgreich. 2017 nahm er für die USA erfolgreich am Walker Cup teil. Dieser Mannschaftswettbewerb wird alle zwei Jahre zwischen den besten Amateuren aus dem Vereinigten Königreich und Irland sowie den Vereinigten Staaten ausgetragen. 2018 spielte Morikawa für sein Land um die Eisenhower Trophy. In der Weltrangliste der Golfamateure hielt er drei Wochen lang die Spitze.
Als Profi debütierte er 2019 bei der RBC Canadian Open. Er war schnell sehr erfolgreich: Am 9. August 2020 gewann Morikawa die PGA Championship. Im Februar 2021 gewann Morikawa WGC-Mexico Championship, eins der vier World Golf Championships-Events.
Am 18. Juli 2021 gewann Morikawa The Open in Sandwich mit 265 Schlägen und einem Vorsprung von zwei Schlägen auf Jordan Spieth. Durch diesen Sieg erreichte er mit Rang 3 seine vorerst beste Position in der Golfweltrangliste der Profis.
In der Komödie Happy Gilmore 2 von 2025 spielt er sich selbst.

## Turniersiege

### Major-Championship-Siege (2)
- 2020: PGA Championship
- 2021: The Open Championship

### WGC-Championship-Siege (1)
- 2021: WGC-Workday Championship

### PGA-Tour-Siege (3)
- 2019: Barracuda Championship
- 2020: Workday Charity Open
- 2023: Zozo Championship

### European-Tour-Siege (1)
- 2021: Dubai World Championship

## Resultate bei Major-Championships
| Turnier               | 2019 | 2020 | 2021 | 2022 | 2023 | 2024 | 2025 |
| --------------------- | ---- | ---- | ---- | ---- | ---- | ---- | ---- |
| The Masters           | DNP  | T44  | T18  | 5    | T10  | T3   | T14  |
| PGA Championship      | CUT  | 1    | T8   | T55  | T26  | T4   | T50  |
| US Open               | DNP  | CUT  | T4   | 5    | T14  | T14  | T23  |
| The Open Championship | DNP  | NT   | 1    | CUT  | CUT  | T16  | CUT  |

LA = Bester Amateur

DNP = nicht teilgenommen

CUT = Cut nicht geschafft

„T“ = geteilte Platzierung

KT = Kein Turnier (Ausfall wegen Covid-19)

Grüner Hintergrund für Sieg

Gelber Hintergrund für Top 10.

## Titel im Amateurbereich
- 2013 Western Junior
- 2015 Trans-Mississippi Amateur
- 2016 Silicon Valley Amateur, Sunnehanna Amateur
- 2017 ASU Thunderbird Invitational, Northeast Amateur
- 2018 Wyoming Desert Intercollegiate, Querencia Cabo Collegiate, Annual Western Intercollegiate
- 2019 The Farms Invitational, Pac-12 Championship